# Astroida

Konstrukce astroidy jako kotálnice

Konstrukce astroidy jako obálky poloh ramene Archimédova elipsografu

Astroida (ze starořeckého ἄστρον – astron – hvězda a εἶδος  – eidos – podoba, tvar) je v geometrii druh rovinné křivky, hypocykloida se čtyřmi hroty. Lze ji sestrojit jako cykloidu, kdy je dráhou bodu menší kružnice, která se kotálí uvnitř větší kružnice o čtyřnásobném průměru. Další možný pohled na astroidu je jako na obálku poloh ramene Archimédova elipsografu.
Její implicitní rovnice je
{\displaystyle x^{\frac {2}{3}}+y^{\frac {2}{3}}=a^{\frac {2}{3}}}
a parametricky ji lze vyjádřit
{\displaystyle x=a(\cos t)^{3}}
{\displaystyle y=a(\sin t)^{3}}
s parametrem {\displaystyle t\in \left\langle 0,2\pi \right\rangle }.
Název, původně v podobě astrois, navrhl rakouský astronom Joseph Johann von Littrow v roce 1838.